# 대한민국 제22대 국회
제22대 대한민국 국회는 대한민국 국회의 22번째 회기이다. 2024년 5월 30일 임기를 시작하였으며, 임기는 4년이다. 임기 시작 96일만인 2024년 9월 2일 개원하였다. 국회 개원식에 정부수반인 윤석열 대통령이 참석하지 않았는데, 대통령 불참은 제6공화국 출범 이후 처음이다.
2024년 4월 10일 제22대 국회의원 총선거를 통하여 선출된 국회의원으로 구성된다. 의석 수는 모두 300석(지역구 254석, 비례대표 46석)이다.
2024년 5월 30일 임기 시작일 기준으로 여소야대이며, 여당인 국민의힘의 의석 수는 108석, 제1 야당인 더불어민주당의 의석 수는 171석이다. 3당은 조국혁신당으로 12석이다. 기타 개혁신당이 3석, 진보당이 3석, 새로운미래 1석, 기본소득당 1석, 사회민주당이 1석이다.
2024년 6월 5일 전반기 국회의장에 우원식 의원이, 전반기 제1당몫 국회부의장에 이학영 의원이 선출되었다. 여당인 국민의힘은 투표에 불참하였으며, 제2당인 여당몫 국회부의장은 선출되지 않았다. 6월 10일에는 18개 중 11개 상임위의 상임위원장이 선출되었다. 국민의힘은 이에 반발하여 보이콧 하였으나, 6월 24일 국회로 복귀하기로 하였다. 2024년 6월 27일, 제2당 몫 국회부의장에 주호영 의원이 선출되었고, 위원장이 선출되지 않았던 7개 상임위의 상임위원장도 선출되며 원 구성이 완료되었다.

## 국회의장단
국회의장단은 국회의장 1명과 국회부의장 2명으로 구성된다.

### 전반기 국회의장단
| 국회의장   | 우원식               | 우원식           |
| 국회부의장 | 이학영(더불어민주당) | 주호영(국민의힘) |

2024년 5월 16일, 더불어민주당은 제22대 총선 당선자총회를 열고 당내 경선을 통하여, 5선 우원식 의원(지역구: 서울 노원구 을)을 국회의장 후보자로, 4선 이학영 의원(지역구: 경기 군포시)을 더불어민주당몫 국회부의장 후보자로 각각 선출하였다.
국회의장단을 선출할 첫 본회의가 2024년 6월 5일로 예정되었다. 2024년 6월 5일 오후 2시에 열린 본회의에서 우원식(5선, 더불어민주당) 의원이 전반기 국회의장에 선출되었으며, 이학영(4선, 더불어민주당) 의원이 전반기 야당몫 국회부의장에 선출되었다. 여당인 국민의힘은 투표에 불참하였으며 여당몫 국회부의장은 선출되지 않았다.
2024년 6월 27일 제2당인 국민의힘 몫 국회부의장에 주호영(6선, 지역구:수성구 갑) 의원이 선출되었다.

## 상임위원회·상설특별위원회

### 전반기 위원장 선출(2024)
상임위원회 위원장 배정부터 국민의 힘과 민주당의 신경전이 벌어졌으며, 특히 운영위, 법사위, 과방위 위원장 선점에 있어서 국민의 힘과 민주당의 타협이 이뤄지지 못하였다. 이후 양당 원내대표가 여러차례 회의를 가졌으나 최종적으로 합의에 실패하여 결국 6월 10일 민주당 몫 11개 상임위원회에 대한 위원장을 단독으로 선출하였다.

#### 22대 국회 상임위원회 전반기 위원장 명단(2024~)
| 위원회                         | 이름   | 소속정당     | 비고 |
| ------------------------------ | ------ | ------------ | ---- |
| 국회운영위원회                 | 박찬대 | 더불어민주당 |      |
| 법제사법위원회                 | 정청래 | 더불어민주당 |      |
| 정무위원회                     | 윤한홍 | 국민의힘     |      |
| 기획재정위원회                 | 송언석 | 국민의힘     |      |
| 교육위원회                     | 김영호 | 더불어민주당 |      |
| 과학기술정보방송통신위원회     | 최민희 | 더불어민주당 |      |
| 외교통일위원회                 | 김석기 | 국민의힘     |      |
| 국방위원회                     | 성일종 | 국민의힘     |      |
| 행정안전위원회                 | 신정훈 | 더불어민주당 |      |
| 문화체육관광위원회             | 전재수 | 더불어민주당 |      |
| 농림축산식품해양수산위원회     | 어기구 | 더불어민주당 |      |
| 산업통상자원중소벤처기업위원회 | 이철규 | 국민의힘     |      |
| 보건복지위원회                 | 박주민 | 더불어민주당 |      |
| 환경노동위원회                 | 안호영 | 더불어민주당 |      |
| 국토교통위원회                 | 맹성규 | 더불어민주당 |      |
| 정보위원회                     | 신성범 | 국민의힘     |      |
| 여성가족위원회                 | 이인선 | 국민의힘     |      |
| 예산결산특별위원회             | 박정   | 더불어민주당 |      |

## 정당별 의석수 구성
| 구분       | 정당           | 정당         | 제22대 총선 결과 | 제22대 총선 결과 | 제22대 총선 결과      | 2025년 8월 5일 기준   | 2025년 8월 5일 기준   | 2025년 8월 5일 기준 |
| 구분       | 정당           | 정당         | 지역구           | 비례대표         | 합계                  | 지역구                | 비례대표              | 합계                |
| ---------- | -------------- | ------------ | ---------------- | ---------------- | --------------------- | --------------------- | --------------------- | ------------------- |
| 교섭단체   |                | 더불어민주당 | 161석            | -                | 161석                 | 158석                 | 8석                   | 166석               |
| 교섭단체   |                | 국민의힘     | 90석             | -                | 90석                  | 89석                  | 18석                  | 107석               |
| 비교섭단체 |                |              |                  |                  |                       |                       |                       |                     |
|            | 조국혁신당     | -            | 12석             | 12석             | 0석                   | 12석                  | 12석                  |                     |
|            | 진보당         | 1석          | -                | 1석              | 1석                   | 3석                   | 4석                   |                     |
|            | 개혁신당       | 1석          | 2석              | 3석              | 1석                   | 2석                   | 3석                   |                     |
|            | 기본소득당     | 0석          | -                | 0석              | 0석                   | 1석                   | 1석                   |                     |
|            | 사회민주당     | -            | -                | -                | 0석                   | 1석                   | 1석                   |                     |
|            | 국민의미래     | -            | 18석             | 18석             | 국민의힘으로 합당     | 국민의힘으로 합당     | 국민의힘으로 합당     |                     |
|            | 더불어민주연합 | -            | 14석             | 14석             | 더불어민주당으로 합당 | 더불어민주당으로 합당 | 더불어민주당으로 합당 |                     |
|            | 새미래민주당   | 1석          | 0석              | 1석              | 0석                   | 0석                   | 0석                   |                     |
|            | 무소속         | 0석          | -                | 0석              | 3석                   | 1석                   | 4석                   |                     |
| 재적       | 재적           | 재적         | 254석            | 46석             | 300석                 | 252석                 | 46석                  | 298석               |

## 의석 변동
| 날짜             | 이름          | 소속정당                    | 선거구            | 사유                                       | 정당별 증감 | 정당별 의석수 |
| ---------------- | ------------- | --------------------------- | ----------------- | ------------------------------------------ | ----------- | --- |
| 2024년 4월 22일  |               | 국민의미래→국민의힘         | 비례대표          | 합당                                       | ±18         | 더불어민주당 161석 국민의힘 108석 더불어민주연합 14석 조국혁신당 12석 개혁신당 3석 새로운미래 1석 진보당 1석                             |
| 2024년 4월 25일  | 용혜인        | 더불어민주연합→기본소득당   | 비례대표          | 더불어민주연합 제명 기본소득당 입당        | ±4          | 더불어민주당 161석 국민의힘 108석 더불어시민당 10석 조국혁신당 12석 개혁신당 3석 진보당 3석 새로운미래 1석 기본소득당 1석 사회민주당 1석 |
| 2024년 4월 25일  | 한창민        | 더불어민주연합→사회민주당   | 비례대표          | 더불어민주연합 제명 사회민주당 입당        | ±4          | 더불어민주당 161석 국민의힘 108석 더불어시민당 10석 조국혁신당 12석 개혁신당 3석 진보당 3석 새로운미래 1석 기본소득당 1석 사회민주당 1석 |
| 2024년 4월 25일  | 정혜경 전종덕 | 더불어민주연합→진보당       | 비례대표          | 더불어시민당 제명 진보당 입당              | ±4          | 더불어민주당 161석 국민의힘 108석 더불어시민당 10석 조국혁신당 12석 개혁신당 3석 진보당 3석 새로운미래 1석 기본소득당 1석 사회민주당 1석 |
| 2024년 4월 25일  |               | 더불어민주연합→더불어민주당 | 비례대표          | 합당                                       | ±10         | 더불어민주당 171석 국민의힘 108석 조국혁신당 12석 개혁신당 3석 진보당 3석 새로운미래 1석 기본소득당 1석 사회민주당 1석                   |
| 2024년 6월 5일   | 우원식        | 더불어민주당→무소속         | 서울 노원구 갑    | 국회의장 선출 더불어민주당 탈당            | ±1          | 더불어민주당 170석 국민의힘 108석 조국혁신당 12석 개혁신당 3석 진보당 3석 새로운미래 1석 기본소득당 1석 사회민주당 1석 무소속 1석        |
| 2024년 9월 1일   | 김종민        | 새로운미래→무소속           | 세종특별자치시 갑 | 새로운미래 탈당                            | ±1          | 더불어민주당 170석 국민의힘 108석 조국혁신당 12석 개혁신당 3석 진보당 3석 기본소득당 1석 사회민주당 1석 무소속 2석                       |
| 2024년 12월 12일 | 조국          | 조국혁신당                  | 비례대표          | 대법원에서 유죄 판결을 받아 의원직 상실    | ±1          | 더불어민주당 170석 국민의힘 108석 조국혁신당 12석 개혁신당 3석 진보당 3석 기본소득당 1석 사회민주당 1석 무소속 2석                       |
| 2024년 12월 13일 | 백선희        | 조국혁신당                  | 비례대표          | 조국 의원의 의원직 상실에 따른 의원직 승계 | ±1          | 더불어민주당 170석 국민의힘 108석 조국혁신당 12석 개혁신당 3석 진보당 3석 기본소득당 1석 사회민주당 1석 무소속 2석                       |
| 2025년 5월 8일   | 김상욱        | 국민의힘→무소속             | 울산 남구 갑      | 국민의힘 탈당                              | ±1          | 더불어민주당 170석 국민의힘 107석 조국혁신당 12석 개혁신당 3석 진보당 3석 기본소득당 1석 사회민주당 1석 무소속 3석                       |
| 2025년 5월 18일  | 김상욱        | 무소속→더불어민주당         | 울산 남구 갑      | 민주당 입당                                | ±1          | 더불어민주당 171석 국민의힘 107석 조국혁신당 12석 개혁신당 3석 진보당 3석 기본소득당 1석 사회민주당 1석 무소속 2석                       |
| 2025년 6월 4일   | 이재명        | 더불어민주당                | 인천 계양구 을    | 대통령 당선                                | -2          | 더불어민주당 169석 국민의힘 107석 조국혁신당 12석 개혁신당 3석 진보당 3석 기본소득당 1석 사회민주당 1석 무소속 2석                       |
| 2025년 6월 4일   | 강훈식        | 더불어민주당                | 충남 아산시 을    | 대통령 비서실장 임명                       | -2          | 더불어민주당 169석 국민의힘 107석 조국혁신당 12석 개혁신당 3석 진보당 3석 기본소득당 1석 사회민주당 1석 무소속 2석                       |
| 2025년 6월 4일   | 위성락        | 더불어민주당                | 비례대표          | 국가안보실장 임명                          | -2          | 더불어민주당 169석 국민의힘 107석 조국혁신당 12석 개혁신당 3석 진보당 3석 기본소득당 1석 사회민주당 1석 무소속 2석                       |
| 2025년 6월 4일   | 강유정        | 더불어민주당                | 비례대표          | 대통령실 대변인 임명                       | -2          | 더불어민주당 169석 국민의힘 107석 조국혁신당 12석 개혁신당 3석 진보당 3석 기본소득당 1석 사회민주당 1석 무소속 2석                       |
| 2025년 6월 4일   | 손솔          | 더불어민주당                | 비례대표          | 의원직 승계                                | -2          | 더불어민주당 169석 국민의힘 107석 조국혁신당 12석 개혁신당 3석 진보당 3석 기본소득당 1석 사회민주당 1석 무소속 2석                       |
| 2025년 6월 4일   | 최혁진        | 더불어민주당                | 비례대표          | 의원직 승계                                | -2          | 더불어민주당 169석 국민의힘 107석 조국혁신당 12석 개혁신당 3석 진보당 3석 기본소득당 1석 사회민주당 1석 무소속 2석                       |
| 2025년 6월 13일  | 손솔          | 더불어민주당→진보당         | 비례대표          | 제명 및 복당                               | ±2          | 더불어민주당 167석 국민의힘 107석 조국혁신당 12석 진보당 4석 개혁신당 3석 기본소득당 1석 사회민주당 1석 무소속 3석                       |
| 2025년 6월 13일  | 최혁진        | 더불어민주당→무소속         | 비례대표          | 제명 및 복당                               | ±2          | 더불어민주당 167석 국민의힘 107석 조국혁신당 12석 진보당 4석 개혁신당 3석 기본소득당 1석 사회민주당 1석 무소속 3석                       |
| 2025년 8월 5일   | 이춘석        | 더불어민주당→무소속         | 전북 익산시 갑    | 주식 차명거래 논란으로 탈당                | ±1          | 더불어민주당 166석 국민의힘 107석 조국혁신당 12석 진보당 4석 개혁신당 3석 기본소득당 1석 사회민주당 1석 무소속 4석                       |

## 국회 회기별 국회 경과

### 제415회(임시회)
2024년 6월 5일 소집된 제415회 국회 임시회 제1차 본회의에서는, 전반기 국회의장에 우원식(더불어민주당, 서울 노원구 을, 5선) 의원이 선출되었으며, 전반기 제1당 몫 국회부의장에 이학영(더불어민주당, 경기 군포시, 4선) 의원이 선출되었다. 여당인 국민의힘은 전원 투표에 불참하였으며 제2당 몫 국회부의장은 선출되지 않았다.
2024년 6월 10일 소집된 제415회 국회 임시회 제2차 본회의에서는, 국회 상임위 18개 중 11개 상임위의 위원장이 선출되었다. 여당인 국민의힘은 전원 회의 및 투표에 불참하였다.
2024년 6월 27일 소집된 제415회 국회 임시회 제3차 본회의에서는, 제2당 몫 국회부의장에 주호영(국민의힘, 대구 수성구 갑, 6선) 의원이 선출되었다. 위원장이 선출되 않았던 7개 상임위의 상임위원장이 선출되었으며, 원 구성이 완료되었다.

### 제418회(임시회)
2024년 12월 4일, 제15차 본회의에서 2024년 대한민국 비상계엄과 관련하여 '비상계엄해제요구 결의안'이 상정, 가결(재석 190인 중 찬성 190)되어 비상계엄을 해제하였다.
2024년 12월 7일, 제17차 본회의에서 2024년 대한민국 비상계엄과 관련하여 윤석열 대통령 탄핵소추안이 표결, 투표 불성립으로 폐기(8일)되었다.

### 제419회(임시회)
2024년 12월 14일, 제4차 본회의에서 2024년 대한민국 비상계엄과 관련하여 윤석열 대통령 탄핵소추안이 표결, 가결(재석 300, 투표 수 300, 찬성 204, 반대 85, 기권 3, 무효 8)되었다.

### 제420회(임시회)
2024년 12월 27일, 제420회 제2차 본회의에서 헌법재판소 재판관 임명거부, 2024년 대한민국 비상계엄에서의 묵인 또는 동조 등과 관련하여 한덕수 국무총리 탄핵소추안이 상정되었다. 표결결과 가결(투표 수 192, 가 192)되었다. 이에 따라 최상목 부총리 겸 기획재정부 장관이 국무총리 대행과 대한민국 대통령 대행을 맡게되었다.
2024년 12월 31일, 제420회 제3차 본회의에서 2024년 대한민국 비상계엄과 관련하여 '윤석열 정부의 비상계엄 선포를 통한 내란 혐의 진상규명 국정조사계획서 승인의 건'을 표결하여 재석 285인 중 찬성 191인, 반대 71인, 기권 23인으로 가결되었다.

## 같이 보기
- 대한민국 제22대 국회의원 선거